# Purlovia
Purlovia — вимерлий рід рослиноїдних тероцефалових терапсид пізньої пермі Росії. Разом із близькоспорідненим південноафриканським родом Nanictidops він входить до родини Nanictidopidae. Скам'янілості знайдені в Тоншаївському районі Нижньогородської області. Типовий вид Purlovia, P. maxima, був названий у 2011 році.
У порівнянні з іншими тероцефалами, Purlovia має дуже широкий череп за рахунок розширеної скроневої області. Якщо дивитися зверху, він виглядає приблизно трикутним. Довжина черепа становить близько 20 сантиметрів, причому майже половина його довжини знаходиться в заочній області за очними западинами. Він має великі ікла та менші щічні, уздовж товстої верхньої та нижньої щелеп. Нижня щелепа міцна, вигнута вгору, з добре розвиненою симфізарною ділянкою, де сходяться дві половини щелепи.